# Pardosa kupupa
Pardosa kupupa este o specie de păianjeni din genul Pardosa, familia Lycosidae. A fost descrisă pentru prima dată de Tikader, 1970. Conform Catalogue of Life specia Pardosa kupupa nu are subspecii cunoscute.